# Producción cinematográfica
El rodaje (es donde se graban las pelis que te gustan) es el proceso de creación de una película. El rodaje está formado por distintas etapas, las cuales son, un inicio, un nudo y en desenlace. Y se lleva a cabo a partir de un papel donde escribes todo, el reparto,el rodaje, la grabación del sonido y la reproducción, edición, y proyección del resultado final ante una audiencia que puede desencadenar en un estreno y exhibición de la película. El rodaje tiene lugar en muchos sitios en todo el mundo, en diversos contextos económicos, sociales y políticos y hace uso de una gran variedad de tecnologías y técnicas cinematográficas. Normalmente se necesita para esto una cantidad de gente experimentada, y se puede tardar en rodar desde unos cuantos meses a varios años.

## Etapas de producción
Las empresas utilizan factores de producción. La función de producción, describe la relación que existe entre la cantidad de insumos y la cantidad de producto. El rodaje está formado por cinco grandes etapas:
- Desarrollo - En la primera etapa se crean las ideas para la película, se compran los derechos de libros/obras y se escribe el guion. Es necesario buscar la financiación del proyecto.
- Preproducción - Para preparar todo lo necesario para el rodaje se contrata el reparto de actores y personal, se eligen los escenarios y se crea el set de grabación.
- Producción - Los elementos que no son necesarios editar se filman durante el proceso de grabación.
- Posproducción - Se editan las imágenes, el sonido y los efectos especiales de las películas.
- Distribución - La película resultante se distribuye y se estrena en los cines o en video.

## Desarrollo
En esta etapa, el productor del proyecto elige una historia, que puede ser de un libro, una obra de teatro, otra película, hechos reales, un videojuego, un cómic, una novela gráfica o una idea original. Tras seleccionar un tema o un mensaje que llevar al público, el productor se reúne con escritores para preparar una sinopsis. Después crean un esquema, el cual descompone la historia en escenas de un párrafo con una estructura dramática. Más tarde preparan un enfoque, una descripción de 25 o 30 páginas de la historia, su humor y personajes. En general hay un breve diálogo e instrucciones escénicas, pero a menudo aparecen dibujos que ayudan a visualizar los puntos esenciales. También se puede realizar el guion una vez está creada la sinopsis.
Después, un guionista escribe un guion durante varios meses. Puede pasar que lo reescriba para mejorar así la dramatización, la claridad, la estructura, los personajes, el diálogo y el estilo en general. Sin embargo, los productores suelen saltarse los pasos anteriores y presentan guiones para que inversores, estudios y otros equipos lo revisen durante el proceso llamado la difusión del guion. Es posible que sea necesario contactar con un distribuidor de cine en una fase inicial para evaluar cuál será el posible mercado y el potencial financiero de éxito de la película. Los distribuidores de Hollywood adoptan la visión de un negocio realista y tiene en cuenta factores como el género de la película, la audiencia meta, el éxito de películas anteriores, los actores que pueden aparecer en la película y los directores en potencia. Todos estos factores suponen una cierta atracción hacia una posible audiencia. No todas las películas obtienen beneficios solamente del estreno en cines, por lo tanto las compañías compran los derechos de la distribución por todo el mundo.
El productor y el guionista preparan la presentación de la película, o enfoque y lo presentan a posibles inversores. También presentarán la película a directores y actores ( especialmente a las llamadas grandes estrellas)para así “atraerlos” al proyecto (esto significa obtener una confirmación de que la financiación está asegurada permitiendo al equipo de rodaje trabajar en la película). Muchos proyectos fallan en esta etapa al entrar en el así conocido desarrollo caótico. Si la presentación tiene éxito la película recibe luz verde, y esto significa que se ha obtenido la financiación: normalmente un gran estudio de cine, el comité de la película o un inversor independiente. Los equipos se encargan de negociar un acuerdo y de firmar contratos.
Una vez todos los equipos se han reunido y se ha establecido un acuerdo, la película puede continuar con la etapa de la preproducción. A estas alturas, la película debería tener una estrategia de marketing y un público meta bien definido. 
El desarrollo de las películas animadas se diferencian en algunos aspectos, como por ejemplo en este caso es el director el que presenta la historia a un productor ejecutivo basándose en un guion gráfico, y es raro que ya exista en ese punto un guion extenso. Si la película obtiene luz verde para su desarrollo y preproducción, el guionista se prepara para comenzar a redactar el guion.

## Preproducción
En la preproducción, realmente, cada paso de la creación de la película se diseña y se planea cuidadosamente. Se crea la compañía de producción y se establece una oficina de producción. El director pre-visualiza la película, y los ilustradores y artistas conceptuales pueden ayudarle en el proceso del guion gráfico. Un presupuesto de producción se elabora para planificar los gastos de la película. Para las grandes producciones, se obtiene el seguro para la protección contra accidentes. 
La naturaleza de la película, y el presupuesto, determinan el tamaño y el tipo de equipo utilizado durante el rodaje. Muchos de los éxitos de taquilla de Hollywood contratan un reparto y equipo de cientos de personas, mientras que en el cine independiente con bajo presupuesto, se puede hacer una película con un equipo elemental mínimo de ocho o nueve (o menos). Estos son los puestos típicos del equipo: 
- Artista de storyboard: crea imágenes visuales para ayudar al director y diseñador de producción a comunicar sus ideas al equipo de producción.
- Director: es el principal responsable de la narración, de las decisiones creativas y de la actuación de la película. 
  - Asistente de dirección: gestiona el horario de rodaje y la logística de la producción, entre otras tareas. Hay varios tipos de subdirector, cada uno con diferentes responsabilidades.
- Productor: contrata al equipo
  - Director de producción: gestiona el presupuesto de producción y la programación de producción. También informa, en nombre de la oficina de producción, a los ejecutivos del estudio o a los asesores financieros de la película.
  - Jefe de localizaciones: encuentra y gestiona las localizaciones cinematográficas. Casi todas las imágenes incluyen segmentos que se tomaron en el entorno controlable de un estudio de estudio de sonido, mientras que las secuencias exteriores se convocan en el rodaje en los escenarios reales.
- Diseñador de producción: crea la concepción visual de la película en colaboración con el director de arte. 
  - Director de arte: gestiona el departamento de arte que hacen los conjuntos de producción.
- Diseñador de vestuario: crea la ropa para los personajes de la película trabajando cuidadosamente con los actores, así como otros departamentos. 
  - Estilista: trabaja en colaboración con el diseñador de vestuario, además de crear cierta imagen para cada personaje.
- Director de reparto: busca actores para llenar las partes del guion. Esto normalmente requiere que los actores hagan un casting. 
  - Coreógrafo : crea y coordina el movimiento y la danza - típicamente para los musicales. Algunas películas también necesitan un coreógrafo de combate.
- Director de fotografía (DF): es el cinematógrafo que supervisa la fotografía de toda la película.
- Técnico de sonido de la producción: es el jefe del departamento de sonido durante la fase de producción del rodaje. Graban y mezclan el audio durante el rodaje, el diálogo, el sonido ambiente y los efectos de sonido en mono y en ambiente en estéreo. Trabajan con el operador de boom, con el director, director de sonido, director de fotografía, y con el asistente de dirección. 
  - Director de sonido por audiografía: crea la concepción auditiva de la película, trabajando con el supervisor de edición de sonido. En Bollywood, las producciones de estilo indio, el diseñador de sonido juega el papel de un director de audiografía.
  - Compositor: crea música nueva para la película. (Por lo general no hasta la posproducción)

## Producción
En producción, se crea el video o la fotografía y se filma. En esta etapa es donde se contrata más personal, como el atrezista, el continuista, el asistente de dirección, el fotógrafo de fotografía fija, el personal que crea el montaje y el editor de sonido. Estos son los papeles más comunes en el rodaje; la oficina de producción es libre de crear cualquier mezcla única de contrataciones para adaptarse a las diferentes responsabilidades posibles durante la producción de una película. 
Un día cualquiera en el rodaje de una película empieza cuando llega el personal al set a su hora de trabajo. Los actores habitualmente tienen su propio horario de trabajo. Ya que el montaje del set, el vestuario y la iluminación pueden llevar varias horas o incluso días, estos se montan con anterioridad. El maquinista, los equipos de diseño eléctrico y de producción habitualmente están un paso por delante de las cámaras y de los departamentos de sonido: para ser más rápidos, mientras la escena se está empezando a grabar, ellos están preparando la otra.
Mientras el personal prepara su equipo, los actores están en sus camerinos ya con su vestuario y se ocupan del pelo y del maquillaje. Los actores ensayan el guion y ensayan con el director, mientras que los cámaras y el equipo de sonido ensayan con ellos y hacen los últimos retoques. Finalmente se ruedan tantas tomas como el director desee. Muchas producciones estadounidenses siguen un específico procedimiento:

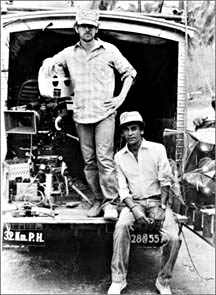
Steven Spielberg con Chandran Rutnam en Sri Lanka, en la producción de Indiana Jones y el templo maldito que se estrenó en 1984.

El asistente de dirección (AD) dice “¡todo listo!” para avisar a todo el mundo que se va a empezar a rodar y luego dice “¡silencio todos!”. Una vez que todo el mundo está preparado para el rodaje, el AD dice “¡sonido listo!” (si la toma necesita sonido) y el mezclador de sonido de la producción se preparará, se grabará una claqueta donde estará la información de la toma y se dirá “velocidad del sonido” o simplemente “listo”, cuando estén preparados. El AD sigue con “cámaras”, respondiendo “listas” por el operador de cámara una vez que la cámara haya empezado a grabar. El asistente de cámara, el cual está ya delante de la cámara con la claqueta, dice ”¡hecho!” y la cierra. Si la toma requiere extras o fondo de acción, el AD dará la señal (“¡acción de fondo!”), y para acabar el director dirá a los actores “¡acción!”. El AD repetirá más alto “¡acción!” para que todo el set lo escuche. 
La toma se acabará cuando el director diga “¡corten!” y el sonido y la cámara dejen de grabar. El supervisor de continuidad anotará cualquier problema de continuidad y a equipos de sonido y de cámara se les registrarán notas técnicas para la toma en sus respectivas hojas de informes. Si el director decide que se hagan tomas adicionales, todo el proceso se vuelve a repetir. Una vez satisfecho, el equipo pasa al siguiente ángulo de cámara o "configuración", hasta que toda la escena esté "cubierta". Cuando haya terminado el rodaje de la escena, el asistente de dirección declara una "escena grabada" o "pasamos a la siguiente escena", y el equipo "descansa", o desmonta, el conjunto de esa escena.
Al final del día, el director aprueba el plan de rodaje del día siguiente y se envía un informe de progreso diario a la oficina de producción. Este incluye las hojas del informe de continuidad, sonido y equipo de cámaras. Se distribuyen las hojas de rodaje a los actores y al equipo para informarles de cuándo y dónde deben acudir el próximo día de filmación. Más tarde, el director, el productor, otros jefes de departamento y, en ocasiones, el reparto, se reúnen para ver secuencias de ese mismo día o del anterior (las llamadas tomas) y para revisar su trabajo.
Con jornadas de trabajo de a menudo 14 o 18 horas de duración y en lugares remotos, la producción cinematográfica suele generar un espíritu de equipo. Cuando toda la película está lista o está en la fase final del proceso de producción, es costumbre que la productora organice una fiesta de despedida o de fin de rodaje para agradecer a todos los miembros del reparto y del equipo sus esfuerzos.
En la fase de producción de las películas de cine, es muy importante la sincronización de los horarios de trabajo de los miembros clave del reparto y del resto del equipo ya que en muchas escenas, varios de estos miembros clave y gran parte del equipo deben estar presentes físicamente en el mismo lugar al mismo tiempo (y entonces los actores más cotizados tienen que correr de una escena a otra). En la fase de producción de las películas animadas, hay un flujo de trabajo diferente. En ella, los dobladores pueden grabar sus tomas en el estudio de grabación en momentos diferentes y no es necesario que se vean entre sí hasta el estreno de la película. Además, la mayor parte de las actividades físicas reales son innecesarias o son simuladas por diferentes tipos de animadores.

## Postproducción
Aquí, pasa a hacerse cargo del vídeo/película el editor. El material de la película rodada se edita. El sonido de producción (diálogos) también se edita; se componen y se graban las pistas de música y las canciones si la película lo requiere; se crean y graban los efectos de sonido. Cualquier efecto visual computarizado se añade digitalmente. Finalmente, todos los elementos de sonido se mezclan en stems, los cuales se integran después a la imagen, quedando la película completa (cerrada).

## Distribución
Esta é a etapa final, donde la película se estrena en cines o, a veces, se lleva directamente al consumidor (DVD, VCD, VHS, Blu-ray) o por descarga directa de un suministrador de contenido digital. La película se duplica si se requiere (ya sea en cinta o en dispositivos de disco duro) y se distribuye en cines para su exhibición (screening). Se publican artículos de prensa, pósteres, y otro material publicitario, y la película se anuncia y promociona. Un clip de B-roll puede lanzarse a la prensa basado en un metraje a modo de documental making of, que puede incluir escenas del rodaje de la película o entrevistas de la filmación.
Los distribuidores de películas suelen lanzar películas con una gran fiesta, una premier en la alfombra roja, publicaciones de prensa, entrevistas con la prensa, proyecciones exclusivas para la prensa, y emisiones en festivales de cine. La mayoría de películas también se promocionan con una página web exclusiva, aparte de las de la propia compañía o distribuidora. Para películas de clase A, se requiere que personajes clave de la película participen en giras promocionales en las que aparecen en premieres y festivales, y acuden a entrevistas con varios reporteros de televisión, prensa e internet. Las mayores producciones puede que requieran más de un único tour promocional, con el objetivo de revitalizarla demanda del público en cada fecha de salida aprovechable.
Desde la llegada del home video a principios de los 80, la mayoría de las grandes producciones han seguido un patrón a la hora de lanzar sus películas en el momento oportuno. Una película puede estrenarse primero en unos pocos cines exclusivos, o si supera las expectativas, se hace directamente un lanzamiento un público más amplio. Después, se estrena, normalmente a distintas horas durante varias semanas (o meses), en diferentes mercados como alquiler, venta al por menor, visión de pago, entretenimiento en vuelos, televisión por cable y satélite, y/o televisión pública. Los derechos de distribución de películas también se suelen vender a una distribución mundial. El distribuidor y la compañía productora suelen compartir los beneficios.

## Cine independiente

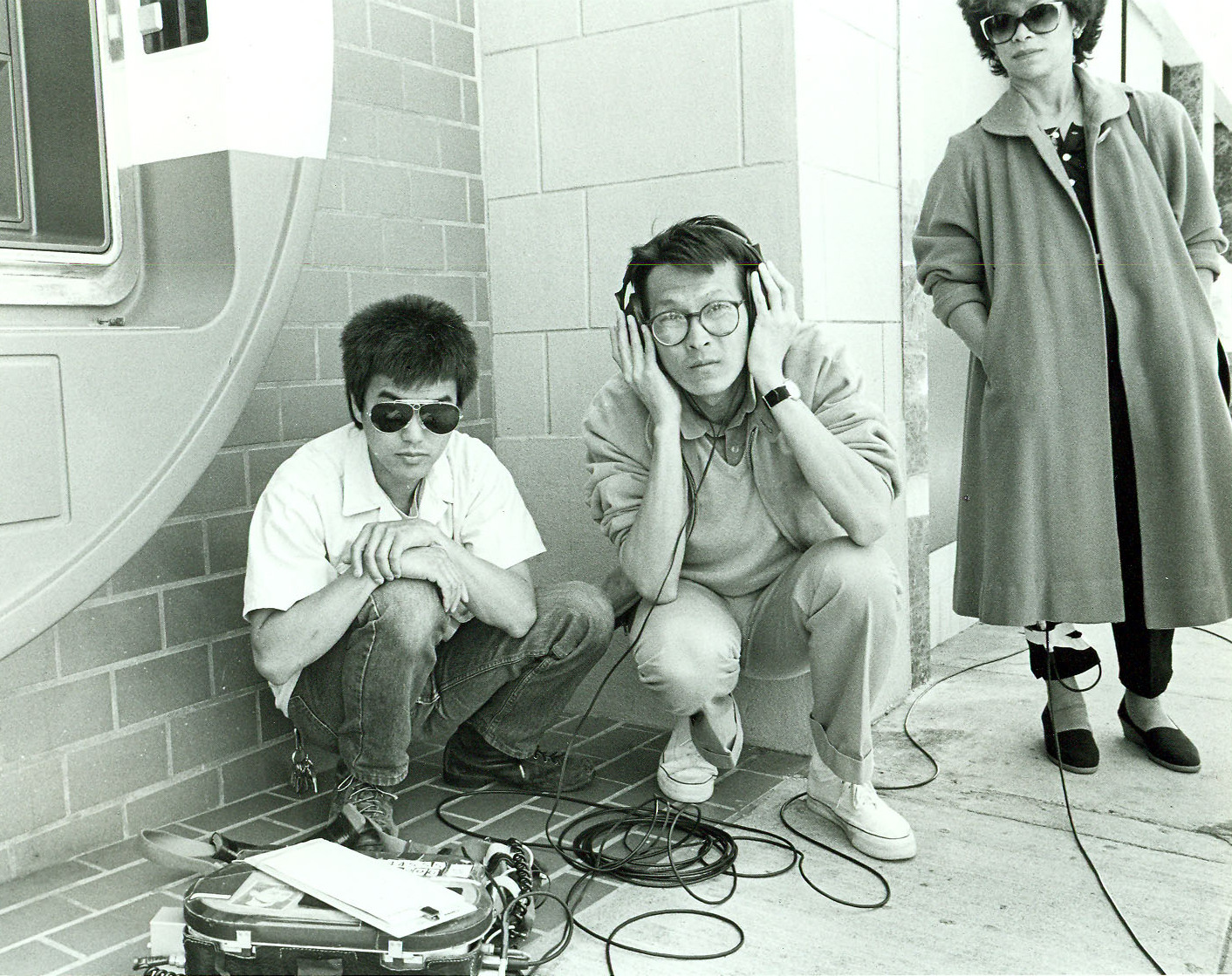
Grabador de sonido Curtis Choy (izquierda) en el lugar para Dim Sum: un poco de corazón, una película independiente del director Wayne Wang (centro) en la calle Clemente en el distrito de Richmond de San Francisco, California 1983

El cine también tiene lugar al margen de la principal corriente cinematográfica. A este se le conoce comúnmente como “cine independiente”. Con la introducción del formato Digital Video (DV), se produce una mayor democratización de los medios de producción. Los cineastas ahora pueden filmar y editar una película, crear y editar el sonido y la música y crear el montaje final en un ordenador personal. Sin embargo, aunque existe una democratización en los medios de producción, la financiación, la distribución tradicional y el marketing siguen siendo difíciles de lograr fuera del sistema tradicional. En el pasado, muchos cineastas independientes utilizaban los festivales de cine (como los de Sundance, Venecia, Cannes o Toronto) para dar a conocer y vender sus películas y conseguir así su distribución y producción. Sin embargo, Internet ha permitido la difusión relativamente barata de películas independientes en sitios web como Youtube.
Como resultado, han surgido varias empresas cuya labor es ayudar a los cineastas independientes a que sus películas sean vistas y vendidas a través de los principales mercados de Internet, a menudo junto a populares títulos de Hollywood. Con la distribución de películas en la red, los cineastas independientes que no consiguen un acuerdo de distribución tradicional son capaces de llegar al público de todo el mundo.